# Halka
Halka ist eine tragische Oper in vier Akten, die 1858 im Teatr Wielki in Warschau uraufgeführt wurde. Das Libretto stammt von Włodzimierz Wolski (1824–1882), die Musik komponierte Stanisław Moniuszko. Sie ist eine polnische Nationaloper und neben Straszny Dwór die bekannteste des Komponisten.

## Musikgeschichtliche Bedeutung und Rezeptionsgeschichte
Moniuszko traf 1858 zu Zeiten der Teilungen Polens den Nerv der bedrängten Polen, machte ihr Leiden an den herrschenden Mächten am Schicksal der verführten, verratenen und verlassenen Halka emotional erregend zum moralischen Pamphlet. Mit Halka avancierte der Komponist Stanisław Moniuszko darum zum eigentlichen Schöpfer der polnischen Nationaloper. Angeregt wurde er zur Thematik der Oper durch den Bauernaufstand Mitte der 1840er Jahre in Galizien.
In dieser Zeit hatte er auch in Warschau, wohin er 1846 übersiedelte, die revolutionären Schriften von Wlodzimierz Wolski kennengelernt. Wolski machte Moniuszko auf die Volksdichtung „Góralka“ aufmerksam und bot ihm an, daraus das Libretto der Oper zu entwickeln. Eine erste zweiaktige Fassung erlebte 1848 im Rathaus zu Wilna, wo Moniuszko als Organist, später als Theaterdirigent angestellt war, eine konzertante Aufführung durch ein Laienmusikensemble. Warschau lehnte aus Gründen der russischen Zensur das Werk ab; der Adel kam in der Oper zu schlecht weg und die Kritik am System der Leibeigenschaft barg ästhetische und politische Sprengkraft. 1854 kommt es noch zu einer szenischen Uraufführung der zweiaktigen Version in Wilna, bevor sich Moniuszko entschloss, Halka zu einer großen vieraktigen Oper umzuschreiben, die 1858 am Teatr Wielki herauskam. Trotz massiver Kritik seitens der reaktionären Presse der russischen Besatzer war Halka ein großer Erfolg beschieden: Moniuszko tourte mit ihr durch Frankreich mithilfe der Pianistin Maria Kalergis und in Prag bereitete der tschechische Nationalkomponist Bedřich Smetana die Prager Premiere von Halka unter der Leitung Moniuszkos vor.
Nach Ende des Zweiten Weltkriegs und dem Versuch der totalen Vernichtung der polnischen Kultur durch die deutschen Nationalsozialisten wurde die Opera Wrocławska am 8. September 1945 mit der Nationaloper Halka wiedereröffnet. Im Jahr 2010 wurde eine neue englische Übersetzung von Donald Pippin durch die Pocket Opera Company in San Francisco and Berkeley zu Aufführung gebracht.
In den USA wurde die Oper ursprünglich von der Polonia Opera Company aufgeführt. Sie spielte die Oper in vielen Städten mit polnischen Emigranten wie New York, Detroit, Hartford und Chicago. Doch auch in Kanada, Mexico, Japan, Türkei, Russland und Kuba haben Aufführungen stattgefunden. In Russland gehörte die Oper bis in die frühe Nachkriegszeit (dritte und letzte Produktion am Bolschoi-Theater 1949) zum erweiterten Standardrepertoire.
Ihre Erstaufführung in Deutschland erlebte die Oper 1935 in Hamburg, konnte sich aber hier noch nicht durchsetzen. Nach dem Zweiten Weltkrieg gab es in der DDR und der BRD nur folgende Aufführungen:
- 1951 Görlitz
- 1951 Leipzig
- 1953 Berlin
- 1958 Dresden
- 1966 Saarbrücken

Nach dem Fall des Eisernen Vorhangs 1989 kam Halka in Oberhausen (1990), Münster/Westfalen (2005) und Kaiserslautern (2015) auf die Bühne. Als Koproduktion mit dem Warschauer Uraufführungstheater kam am 15. Dezember 2019 erstmals eine österreichische Aufführung der Halka im Theater an der Wien heraus, wobei erstmals im deutschen Sprachraum in polnischer Sprache gesungen wurde. Zu den Solisten gehörten Corinne Winters, Piotr Beczała und Tomasz Konieczny.

## Charakter

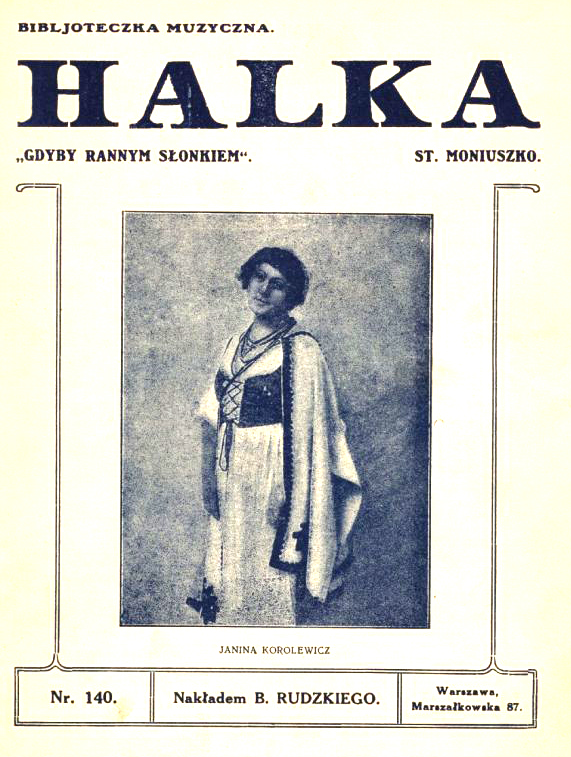
Halka (1895)

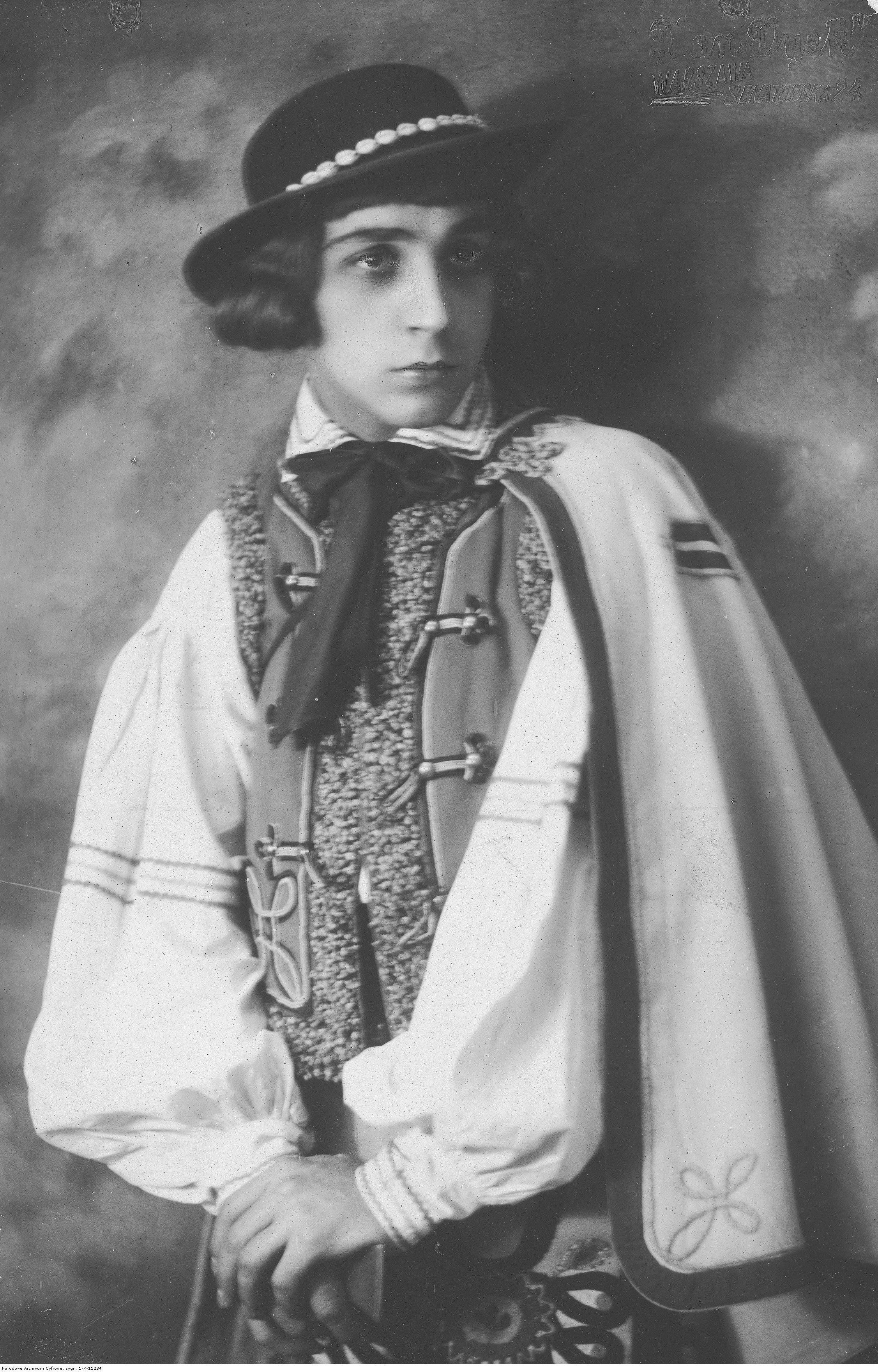
Gustaw Chorian als Jontek in Halka

Das Bühnenwerk ist eine polnische Nationaloper, die musikalisch wie inhaltlich das ausdrückt, was die Polen im 19. Jahrhundert durchweg fühlten. Die niederdrückende Realität, dass die eigene Nation von der Landkarte Europas verschwunden war (siehe Teilungen Polens) und der Begriff „Polen“ eher ein Idealbegriff als eine politische Tatsache war, diese Realität führte dazu, dass nationale Identität nur in künstlerischen Ideen Ausdruck fand. Die Musik Moniuszkos befriedigte die Bedürfnisse des polnischen Publikums. In ihr sahen sie sich selbst, mit dem, wie sie fühlten und dachten. Deshalb war die polnische Nationaloper mehr als in jedem anderen Land nicht nur Spiegel der politischen Ereignisse, sie ersetzte sie sogar.
Hinzu tritt, dass Moniuszko keinen historischen, sondern einen zeitgenössischen Stoff mit sozialkritischer Tendenz aufgreift: die Geschichte der leibeigenen Halka, die von ihrem jungen Herrn verführt und dann verstoßen wird. Damit betritt zum ersten Mal eine Protagonistin aus der sozialen Unterschicht die Bühne einer tragischen Oper.

## Handlung
Die Oper erzählt die Geschichte des armen Bauernmädchens Halka und seiner Liebe zu dem reichen Edelmann Janusz. Lange hat sie ihren Geliebten, von dem sie ein Kind erwartet, nicht mehr gesehen, als sie jetzt aus ihrem Bergdorf kommt, um ihn wieder zu treffen. Mittlerweile ist Janusz jedoch Zofia, der Tochter des Stolnik (Schlossherr), zum Mann versprochen. Selbst Halkas flehentliche Bitten am Abend der Verlobung, als sie Janusz an dessen Treueschwüre erinnert, werden schroff abgewiesen. Halkas Jugendfreund Jontek rät ihr, Janusz zu vergessen und weiteren Begegnungen mit dem Geliebten aus dem Weg zu gehen. Halka, noch immer von der Treue Januszs überzeugt, eilt erneut zum Schloss, um ihn zu treffen – vergebens: längst sind alle Vorbereitungen zur Hochzeit von Zofia und Janusz getroffen, Halka wird vom Hof gejagt. Auch die Bewohner des Bergdorfes, bei denen Halka lebt, können sie nicht in ihrem Zorn besänftigen. Sie beschließt, die Kirche, in der die Trauung stattfinden soll, mit einer Fackel in Brand zu setzen. Das Erscheinen des Hochzeitszuges hält sie jedoch zurück. Vollends verzweifelt stürzt sich Halka, nachdem sie ein letztes Mal ihre Liebe zu Janusz beschworen hat, vom Felsen hinunter in den Fluss.

## Musik
Die balladenhafte, melancholisch schöne Geschichte des armen Bauernmädchens wurde von Moniuszko mit viel Sympathie für die Titelpartien vertont. Gerade die Partien der Halka und des Jontek mit ihren dramatisch groß angelegten Arien enthalten Anklänge an die polnische Volksmusik. Die Musik ist leitmotivisch durchkomponiert und orientiert sich an fließenden Melodien polnischer Volkslieder ebenso wie an den mitreißenden Rhythmen ausdrucksstarker traditioneller Tänze wie Polonaise, Mazurka und Motiven aus Tänzen der Goralen, denen Halka angehört. Dass Moniuszko die musikalischen Strömungen seiner Zeit, namentlich die des Belcanto Italiens und die eleganten musikalischen Strömungen Frankreichs, sehr gut kannte, beflügelt und beschwingt das einerseits mitreißende und zum anderen stark berührende Werk außerordentlich gut. So verzaubert seine Musik an vielen Stellen mit Motiven ländlicher Atmosphäre und Bergen, mit Motiven rauschender Kiefern und Fichten. Interessant ist, dass es einerseits hörbare Abgrenzungen zwischen den Welten des Adels und des Volkes gibt, aber etwa im bewegten Duett zwischen Halka und Janusz, andererseits sich diese auf der Ebene des augenblicklichen Gefühls vermischen. Es gibt deutliche Einflüsse von Auber, Mendelssohn und Lortzing.

## Ausgaben
- Stanisław Moniuszko: H A L K A: Opera w 4 aktach ~ Opera in 4 acts, Libretto: Włodzimierz Wolski, Partytura Orkiestrowa ~ Orchestral Score (Warszawa 1861), Edycja faksymilowa ~ Facsimile Edition, Wstep i komentarze  ~ Introduction and Commentaries: Grzegorz Zieziula, Bd. 1–4, Warszawa 2012: Instytut Sztuki PAN - Stowarzyszenie Liber Pro Arte, ISBN 978-83-63877-12-5, ISBN 978-83-923438-0-6.

## Diskografie
- Gesamtaufnahme (2 CDs) mit Woytowicz (Halka), Ochman (Jontek), Ladysz (Stolnik), Malewicz-Madey (Zofia), Hiolski (Janusz), Saciuk (Dziemba). Choeurs de la Radio-Télévision de Cracovie, Chordirektor: Tadeusz Dobrzański. Orchestre Symphonique de la Radio Nationale Polonaise, Dirigent: Jerzy Semkow. Booklet: Französisch, Polnisch, Englisch. Harmonia mundi France LDC 278-889/90 (Aufnahme 1973)
- Highlights (1 CD) mit Hiolski, Kossowski, Nieman, Slonicka, Paprocki. Chor und Orchester der Opera Narodowa, Dirigent Zdizislaw Gorzynski: Polskie Nagrania Muza (Aufnahme 1992)
- Gesamtaufnahme (2 CDs) mit Hiolski, Zagorzanka, Ostapiuk, Racewicz, Ochman. Chor und Orchester des Opera Narodowa, Dirigent: Robert Satanowski; CPO Records, Konzertmitschnitt (Aufnahme September 1987)
- Gesamtaufnahme (2 CDs) mit Borodina (Halka), Lykhach (Jontek), Buczek (Zofia) & Mariusz Godlewski (Janusz). Chor, Orchester & Ballett der Opera Wrocławska, Dirigentin Ewa Michnik. Dux Records DUX0538-39, erschienen 2010[3]
- Gesamtaufnahme (DVD) mit Zahartschuk (Halka), Kuzmienko (Jontek), Macias (Janusz), Suska (Zofia), Nowacki (Stolnik), Dymowski (Dziemba). Chor, Ballett und Orchester der Opera Narodowa des Teatr Wielki. Produktion & Regie: Maria Fołtyn, Dauer: 2:17 Stunden, Untertitel in Englisch, Deutsch, Französisch. ZPR Records, erschienen 1999[4]
- Gesamtaufnahme (DVD) mit Solisten, Chor, Ballett und Orchester der Opera Wrocławska, Dirigent: Ewa Michnik; Dauer: 2:16 Stunden, Untertitel in Polnisch, Englisch, Deutsch. DUX Recording Producers/Metronome DUX 9538, erschienen 2006[5]